# Grafsee
Der Grafsee ist ein See im Pfitscher Tal in Südtirol auf 1999 m s.l.m., ca. 500 Meter oberhalb des Sees Hatzlacke. Folgt man dem Wanderweg 5 von Kematen, kann man zu beiden Seen zu Fuß wandern. Südlich unterhalb des Grafensees befindet sich die Jausenstation Grubenalm.
Das kalte Seewasser mit Gewässergüteklasse I bleibt auch an heißen Sommertagen mit nur 11 °C sehr frisch und ist daher zum Baden nur bedingt empfehlenswert. Dafür führen sich verschiedene Forellen im See wohl. Regen und Schneeschmelze speisen den See mit frischem Wasser, da er keine natürlichen Zu- und Abflüsse hat. Den Namen erhielt der See, weil sich einer Legende nach ein Graf in Wasser verwandelt haben sollte.